# Baup (rivière)
Pour les articles homonymes, voir Baup.
Le Baup est une rivière du sud-ouest de la France, dans le département de l'Ariège et un sous-affluent de la Garonne par le Salat.

## Étymologie
Le « p » ne se prononce pas. Nommé Bal en 1268 et Bau en 1317, ce cours d'eau tient son nom de l'occitan gascon bau, escarpement rocheux (cf. Les Baux-de-Provence), de la racine pré-indo-européenne BAL de même signification.

## Géographie
De 20,1 km de longueur, le Baup prend sa source dans les Pyrénées, dans le massif de l'Arize, en Ariège commune de Esplas-de-Sérou sous le nom de Ruisseau de l'Estanque et se jette en rive droite dans le Salat entre les communes de Saint-Girons et de Saint-Lizier

## Communes traversées
Le Baup coule seulement en Ariège en parcourant les communes de: Esplas-de-Sérou, Rimont (Combelongue), Lescure, Montjoie-en-Couserans, Saint-Girons, Saint-Lizier.

## Principaux affluents
- Ruisseau de Maury : 4,3 km
- Ruisseau de Bize : 5,4 km
- Ruisseau de Montabézout : 4,5 km
- Ruisseau de la Forêt : 5,3 km
- Ruisseau du Gay : 4,4 km